# Kasper Borremans
Pour les articles homonymes, voir Borremans.
Kasper Borremans, né le 27 août 2006 à Hyvinkää, est un coureur cycliste finlandais. Il est membre de l'équipe Bahrain Victorious Development.

## Biographie
Kasper Borremans est né à Hyvinkää, d'un père belge et d'une mère finlandaise. Durant son enfance, il pratique le triathlon ainsi que le triathlon d'hiver, qui comprend une épreuve de VTT et de ski de fond. Il commence aussi à participer à des courses cyclistes, principalement en Finlande. Son profil attire l'attention de Francis Van Mechelen, ami de son père, qui travaille dans l'encadrement de Cannibal-Victorious U19 Development. Sur l'invitation de ce dernier, il participe à un camp d'entraînement de cette équipe en février 2023, où il impressionne. Il passe ensuite des testes physiques concluants à Friuli, qui lui permettent de signer un contrat anticipé avec l'équipe Bahrain Victorious. Il est toutefois prévu qu'il n'intègre l'effectif World Tour qu'en 2027, après quatre saisons passées dans les rangs juniors puis espoirs,.
Doté de la double nationalité belge-finlandaise, il choisit de représenter le pays de sa mère lors des compétitions, même s'il n'exclue pas de prendre une licence belge à l'avenir. En juin 2023, il devient champion de Finlande du contre-la-montre chez les juniors. La même année, il obtient de bons résultats sur des manches de la Coupe des Nations Juniors en terminant neuvième du Watersley Junior Challenge, puis troisième et meilleur grimpeur du Tour de DMZ, tout en ayant remporté une étape. Il monte par ailleurs sur le podium de l'E3 Saxo Bank Classic et de la Guido Reybrouck Classic, sous les couleurs de Cannibal-Victorious U19 Development. Grâce à ses résultats, il est sélectionné en équipe nationale pour disputer les championnats d'Europe, et aussi les championnats du monde juniors.
En 2024, il est sacré double champion de Finlande junior, dans la course en ligne et l'épreuve chronométrée. Tout comme la saison précédente, il se classe troisième de La Philippe Gilbert Juniors. Il termine également deuxième d'Aubel-Thimister-Stavelot, avec le gain d'une étape. À l'automne, il s'essaye au cyclisme esport avec succès en terminant troisième du championnat du monde de la discipline,. Après ces performances, il suit le programme qui lui avait été fixé en intégrant la formation Bahrain Victorious Development. Pour ses débuts espoirs, il finit notamment deuxième et meilleur jeune du Tour of Malopolska en juin 2025.

## Palmarès

### Cyclisme sur route
- 2022
  -  Champion de Finlande du contre-la-montre cadets
  - 2e du championnat de Finlande sur route cadets
- 2023
  -  Champion de Finlande du contre-la-montre juniors
  - 3e étape du Tour de DMZ
  - 3e de l'E3 Saxo Bank Classic
  - 3e du Tour de DMZ
  - 3e de La Philippe Gilbert Juniors
- 2024
  -  Champion de Finlande sur route juniors
  -  Champion de Finlande du contre-la-montre juniors
  - 2eb étape d'Aubel-Thimister-Stavelot
  - 2e d'Aubel-Thimister-Stavelot
  - 3e de La Philippe Gilbert Juniors
  - 3e du championnat du monde de cyclisme esport
- 2025
  - 2e du Tour of Malopolska

### Cyclo-cross
- 2020-2021
  - 2e du championnat de Finlande de cyclo-cross cadets
- 2022-2023
  -  Champion de Finlande de cyclo-cross juniors
- 2023-2024
  -  Champion de Finlande de cyclo-cross juniors